# Grote Prijs Stad Zottegem 1978
Il Grote Prijs Stad Zottegem 1978, quarantatreesima edizione della corsa, si svolse il 22 agosto 1978 su un percorso di 185 km, con partenza e arrivo a Zottegem. Fu vinto dal belga Daniel Willems della Ijsboerke-Gios davanti ai suoi connazionali Walter Godefroot e Rudy Colman.

## Ordine d'arrivo (Top 10)
| Pos. | Corridore                  | Squadra                      | Tempo    |
| ---- | -------------------------- | ---------------------------- | -------- |
| 1    | Daniel Willems             | Ijsboerke-Gios               | 4h07'26" |
| 2    | Walter Godefroot           | Ijsboerke-Gios               |          |
| 3    | Rudy Colman                | Mini-Flat-Boule d'Or-Colnago |          |
| 4    | Marc Demeyer               | Flandria-Velda-Lano          |          |
| 5    | Marc Renier                | Ijsboerke-Gios               |          |
| 6    | Frank Van Impe             | C&A                          |          |
| 7    | Jean-Philippe Vandenbrande | Safir-Beyers-Ludo            |          |
| 8    | Willem Peeters             | Ijsboerke-Gios               |          |
| 9    | Gustaaf Van Roosbroeck     | Ijsboerke-Gios               |          |
| 10   | André Dierickx             | Ijsboerke-Gios               |          |